# Karl-Heinz Weber
Karl-Heinz Weber, né le 30 janvier 1922 et mort le 7 juin 1944, est un as de l'aviation de la Luftwaffe durant la Seconde Guerre mondiale. Il a reçu la croix de chevalier de la croix de fer avec feuilles de chêne, la plus haute distinction des forces militaires et paramilitaires de l'Allemagne nazie pendant la Seconde Guerre mondiale. Weber a été crédité de 136 victoires aériennes, c'est-à-dire de 136 combats aériens entraînant la destruction de l'avion ennemi. Toutes ses victoires ont été remportées sur le front de l'Est dans plus de 500 missions de combat.

## Carrière
Karl-Heinz Weber est né le 30 janvier 1922 à Heringsdorf dans la province de Poméranie, un État libre de Prusse. Pilote de planeur d'avant-guerre, il s'est porté volontaire pour le service militaire dans la Luftwaffe à la fin de 1939. Le Lieutenant Weber est affecté au 7. Staffel (7e escadron) du Jagdgeschwader 51 (51e escadre de chasse) le 1er octobre 1940,.

### Sur le front de l'Est
En juin 1941, le JG 51 et la majorité de la Luftwaffe ont été transférés sur le front de l'Est en préparation de l'opération Barbarossa, l'invasion de l'Union soviétique. Weber y remporte sa première victoire aérienne le 24 juin 1941 sur un bombardier Tupolev SB-2.
Lors de la bataille de Rjev le 3 septembre 1942, Weber revendique la destruction d'un bombardier en piqué Petliakov Pe-2 lors d'un combat au sud-ouest de Sytchiovka. Plus tard dans la journée, l'aérodrome de Dougino a été attaqué par des bombardiers soviétiques. Lors de sa défense, il a été abattu et blessé dans son Messerschmitt Bf 109 F-2 (Werknummer 8240 - numéro d'usine) au nord-ouest de Dougino,. Pendant que Weber se remettait de ses blessures, le III. Gruppe a été transféré à Jesau, près de Königsberg en Prusse orientale pour être équipé en Focke-Wulf Fw 190 A-2 et A-3. Le 19 novembre 1942, les forces soviétiques lancent l'opération offensive Velikié Louki. Au cours de cette opération, Weber a abattu un chasseur Mikoyan-Gourevitch MiG-3 à l'est-sud-est de Zoubtsov le 15 janvier 1943.
Le 5 juin 1943, Weber reçoit temporairement le commandement de la 7. Staffel, en remplacement Hauptmann Herbert Wehnelt tombé malade. Au cours de la bataille de Koursk le 12 juillet, Weber et son ailier, l’Unteroffizier Heinrich Dittlmann, ont abattu Mladchi Leïtenant Nikolaï Joukov et Leïtenant Nikolaï Safonov du 32 GvIAP (Régiment d'aviation de chasse de la Garde - Gvardeyskiy Istrebitelny Aviatsionny Polk).
Le 13 août, Weber est alors officiellement nommé Staffelkapitän (chef d'escadron) du Staffel. La veille, il avait été crédité de sa 100e victoire aérienne. Il était le 49e pilote de Luftwaffe à atteindre la marque de siècle. Le 28 mai 1944, le III. Gruppe (3e groupe) du JG 51 reçoit des mandats pour déplacer un Staffel à l'ouest en Défense du Reich. Le Gruppenkommandeur (commandant de groupe) Hauptmann Diethelm von Eichel-Streiber a sélectionné le 7 . Staffel de Weber qui était alors subordonné au II. Gruppe de Jagdgeschwader 1 (JG 1—1re escadre de chasse).

### Commandant de groupe et mort

Emblème du III. /JG 1.

À la suite du transfert vers l'ouest, Weber est nommé Gruppenkommandeur du III. Gruppe de JG 1 le 3 juin, succédant au major Hartmann Grasser à ce titre. Seulement quatre jours plus tard, le 7 juin, Weber a mené le III. Gruppe de JG 1 de Beauvais-Tillé contre les combattants alliés au sud de Rouen lors de sa première mission sur le front d'invasion. On suppose qu'il a été abattu et tué dans son Bf 109 G-6/AS (Werknummer 410 399) par des chasseurs P-51 Mustang du 315e Escadron de chasse polonais,.
Après la mort de Weber, le commandement du III. Gruppe est temporairement donné à Haupmann Alfred Grislawski qui avait mené le 8. Staffel du JG 1. Le corps de Weber n'a jamais été retrouvé. Il a reçu à titre posthume la croix de chevalier de la croix de fer avec feuilles de chêne (Ritterkreuz des Eisernen Kreuzes mit Eichenlaub).

## Résumé de carrière

### Victoire aérienne supposée
Selon l'historien américain David T. Zabecki, Weber a été crédité de 136 victoires aériennes. Prien, Rodeike, Obermaier et Spick énumèrent également Weber avec 136 victoires aériennes revendiquées dans plus de 500 missions de combat,,. Mathews et Foreman, auteurs de Luftwaffe Aces — Biographies and Victory Claims, ont fait des recherches dans les Archives fédérales allemandes et ont trouvé des dossier faisant état de 132 victoires aériennes, plus une autre non confirmée. Toutes ses victoires aériennes ont été remportées sur le front de l'Est.
Les revendications de victoire ont été enregistrées sur une carte de référence (PQ = Planquadrat ), par exemple PQ 57744. La carte quadrillée de la Luftwaffe (Jägermeldenetz) couvrait toute l'Europe, l'ouest de la Russie et l'Afrique du Nord et était composé de rectangles mesurant 15 minutes de latitude sur 30 minutes de longitude, pour une superficie d'environ 930 kilomètres carrés (359,07500787 mi2). Ces secteurs ont ensuite été subdivisés en 36 unités plus petites pour donner une zone de localisation 3 × 4 km de taille.

### Distinctions
- Croix de fer (1939)
  - 2e classe (6 juillet 1941) [21]
  - 1re classe (17 août 1941) [21]
- Coupe d'honneur de la Luftwaffe le 21 septembre 1942 en tant que Lieutenant et pilote [22],[Note 2]
- Croix allemande en or le 16 mars 1943 en tant que Lieutenant dans la 7./ Jagdgeschwader 51 [23]
- Croix de chevalier de la croix de fer avec feuilles de chêne
  - Croix de chevalier le 12 novembre 1943 en tant qu'Oberleutnant et Staffelführer du 7./ Jagdgeschwader 51 "Mölders" [24] [25]
  - 529th Feuilles de Chêne le 20 juillet 1944 (à titre posthume) pour Hauptmann et Staffelkapitän du 7./ Jagdgeschwader 51 "Mölders" [24],[26]